# NGC 5228
NGC 5228 este o astronomical radio source⁠(d) situată în constelația Câinii de Vânătoare. A fost descoperită în 13 mai 1793 de către William Herschel. Se află la o distanță de 112,14 megaparseci de Pământ.